# Puig Gros (Calonge de Segarra)
El Puig Gros és una muntanya de 717 metres que es troba al municipi de Calonge de Segarra, a la comarca de l'Anoia.